# Колари (община Кичево)
Вижте пояснителната страница за други значения на Колари.
Колари (на македонска литературна норма: Колари; на албански: Kolari) е село в Северна Македония в община Кичево.

## География
Селото е разположено на Заяската река в областта Горно Кичево между планините Буковик от север и Бистра от юг.

## История
Според „Кичево в миналото си и сега“ Колари е заселено от арнаути дошли от Полога в XVIII век.
В XIX век Колари е село в Кичевска каза на Османската империя. В „Етнография на вилаетите Адрианопол, Монастир и Салоника“, издадена в Константинопол в 1878 година и отразяваща статистиката на населението от 1873 година Колари (Kolari) е посочено като село с 41 домакинства със 100 жители мюсюлмани и 38 българи.
Според статистиката на Васил Кънчов („Македония. Етнография и статистика“) в 1900 година Колари има 20 жители българи християни и 160 арнаути мохамедани.
На Етнографската карта на Битолския вилает на Картографския институт в София от 1901 година Колари е смесено село българи, помаци и албанци в Кичевската каза на Битолския санджак с 40 къщи.
Цялото християнско население на селото е под върховенството на Българската екзархия. По данни на секретаря на екзархията Димитър Мишев („La Macédoine et sa Population Chrétienne“) в 1905 година в Колари има 64 българи екзархисти.
След Междусъюзническата война в 1913 година селото попада в Сърбия.
На етническата си карта на Северозападна Македония в 1929 година Афанасий Селишчев отбелязва Колари като българо-албанско село.
Според преброяването от 2002 година Колари има 880 жители.
| Националност | Всичко |
| македонци    | 1      |
| албанци      | 879    |
| турци        | 0      |
| роми         | 0      |
| власи        | 0      |
| сърби        | 0      |
| бошняци      | 0      |
| други        | 0      |

От 1996 до 2013 година селото е част от община Заяс.

## Личности
Родени в Колари
- Фазли Велиу (1945 – ), политик от Северна Македония, депутат от ДСИ, професор по лингвистика